# Louisa Martin
Mary Louisa Martin, detta Mollie (Newtowngore, 3 settembre 1865 – 24 ottobre 1941), è stata una tennista irlandese.
Nel 1898 ottiene il suo miglior risultato arrivando in finale al Torneo di Wimbledon, perdendo 6-4, 6-4 da Charlotte Cooper.